# Lagrenée
Lagrenée var en fransk kunstnerslægt.
Louis-Jean-François Lagrenée (1724-1805, "Lagrenée den ældre") var en fransk historiemaler, professor ved akademiet og direktør for det franske akademi i Rom. Hans bror, Jean-Jacques Lagrenée (1740-1821, "Lagrenée den yngre"), var elev af den foregående, lavede udkast til porcelæn, malede loftsfresker og blev professor ved akademiet. Anthelme-François Lagrenée (1774-1832) var søn af Louis-Jean-François Lagrenée og gjorde karriere som maler i Rusland. Han var især dyremaler.